# Okręg wyborczy Seaham
Okręg wyborczy Seaham powstał w 1918 r. i wysyłał do brytyjskiej Izby Gmin jednego deputowanego. Okręg położony był we wschodniej części hrabstwa Durham. Został zlikwidowany w 1950 r.

## Deputowani do brytyjskiej Izby Gmin z okręgu Seaham
- 1918–1922: Evan Hayward, Partia Liberalna
- 1922–1929: Sidney Webb, Partia Pracy
- 1929–1935: Ramsay MacDonald, Partia Pracy, od 1931 r. Narodowa Partia Pracy
- 1935–1950: Manny Shinwell, Partia Pracy